# Finale de la Coupe des clubs champions européens 1974-1975
La finale de la Coupe des clubs champions européens 1974-1975 voit le Bayern Munich remporter sa deuxième C1 d'affilée.
Les exactions des supporteurs anglais lors de cette finale au Parc des Princes vaudront trois ans de suspension européenne au club anglais.

## Parcours des finalistes
Note : dans les résultats ci-dessous, le score du finaliste est toujours donné en premier (D : domicile ; E : extérieur).
| Bayern Munich                       | Bayern Munich                       | Bayern Munich                       | Bayern Munich                       |                     | Leeds United   | Leeds United | Leeds United | Leeds United | Leeds United |
| ----------------------------------- | ----------------------------------- | ----------------------------------- | ----------------------------------- | ------------------- | -------------- | ------------ | ------------ | ------------ | ------------ |
| Adversaire                          | Total                               | Aller                               | Retour                              | Tour                | Adversaire     | Total        | Aller        | Retour       |              |
| Exempté en tant que tenant du titre | Exempté en tant que tenant du titre | Exempté en tant que tenant du titre | Exempté en tant que tenant du titre | Premier tour        | FC Zurich      | 5 - 3        | 4 - 1 (D)    | 1 - 2 (E)    |              |
| FC Magdebourg                       | 5 - 3                               | 3 - 2 (D)                           | 2 - 1 (E)                           | Huitièmes de finale | Újpest FC      | 5 - 1        | 2 - 1 (E)    | 3 - 0 (D)    |              |
| Ararat Erevan                       | 2 - 1                               | 2 - 0 (D)                           | 0 - 1 (E)                           | Quarts de finale    | RSC Anderlecht | 4 - 0        | 3 - 0 (D)    | 1 - 0 (E)    |              |
| AS Saint-Étienne                    | 2 - 0                               | 0 - 0 (E)                           | 2 - 0 (D)                           | Demi-finales        | FC Barcelone   | 3 - 2        | 2 - 1 (D)    | 1 - 1 (E)    |              |

## Feuille de match
| 28 mai 1975  | Bayern Munich         | 2 – 0   | Leeds United | Parc des Princes, Paris                            |                                                    |
| 20 h 15 CEST | Roth 71e · Müller 81e | (0 – 0) |              | Spectateurs : 48 374 Arbitrage : Michel Kitabdjian | Spectateurs : 48 374 Arbitrage : Michel Kitabdjian |
| 20 h 15 CEST | Rapport               |         |              | Spectateurs : 48 374 Arbitrage : Michel Kitabdjian | Spectateurs : 48 374 Arbitrage : Michel Kitabdjian |

| Bayern Munich | Leeds United |

|                |    |                          |     |     |
|                |    |                          |     |     |
| G              | 1  | Sepp Maier               |     |     |
| D              | 2  | Bernd Dürnberger         |     |     |
| D              | 3  | Björn Andersson          |     | 4e  |
| D              | 4  | Hans-Georg Schwarzenbeck | 20e |     |
| D              | 5  | Franz Beckenbauer        |     |     |
| M              | 6  | Franz Roth               |     |     |
| ATT            | 7  | Conny Torstensson        |     |     |
| M              | 8  | Rainer Zobel             |     |     |
| ATT            | 9  | Gerd Müller              |     |     |
| ATT            | 10 | Uli Hoeneß               |     | 42e |
| M              | 11 | Jupp Kapellmann          |     |     |
| Remplaçants :  |    |                          |     |     |
| ATT            | 12 | Klaus Wunder             |     | 42e |
| M              | 13 | Sepp Weiß                |     | 4e  |
| ATT            | 14 | Karl-Heinz Rummenigge    |     |     |
| D              | 15 | Günther Weiß             |     |     |
| G              | 16 | Hugo Robl                |     |     |
| Entraineur :   |    |                          |     |     |
| Dettmar Cramer |    |                          |     |     |

|                |    |                    |     |     |
|                |    |                    |     |     |
| G              | 1  | David Stewart      |     |     |
| D              | 2  | Paul Reaney        | 7e  |     |
| D              | 3  | Frank Gray         |     |     |
| M              | 4  | Billy Bremner      |     |     |
| D              | 5  | Paul Madeley       |     |     |
| D              | 6  | Norman Hunter      | 83e |     |
| M              | 7  | Peter Lorimer      |     |     |
| ATT            | 8  | Allan Clarke       |     |     |
| ATT            | 9  | Joe Jordan         |     |     |
| M              | 10 | Johnny Giles       |     |     |
| M              | 11 | Terry Yorath       |     | 80e |
| Remplaçants :  |    |                    |     |     |
| G              | 12 | Glan Letheren (en) |     |     |
| D              | 13 | Trevor Cherry      |     |     |
| D              | 14 | Peter Hampton      |     |     |
| M              | 15 | Eddie Gray         |     | 80e |
| ATT            | 16 | Duncan McKenzie    |     |     |
| Entraineur :   |    |                    |     |     |
| Jimmy Armfield |    |                    |     |     |